# Massaker von Ponary

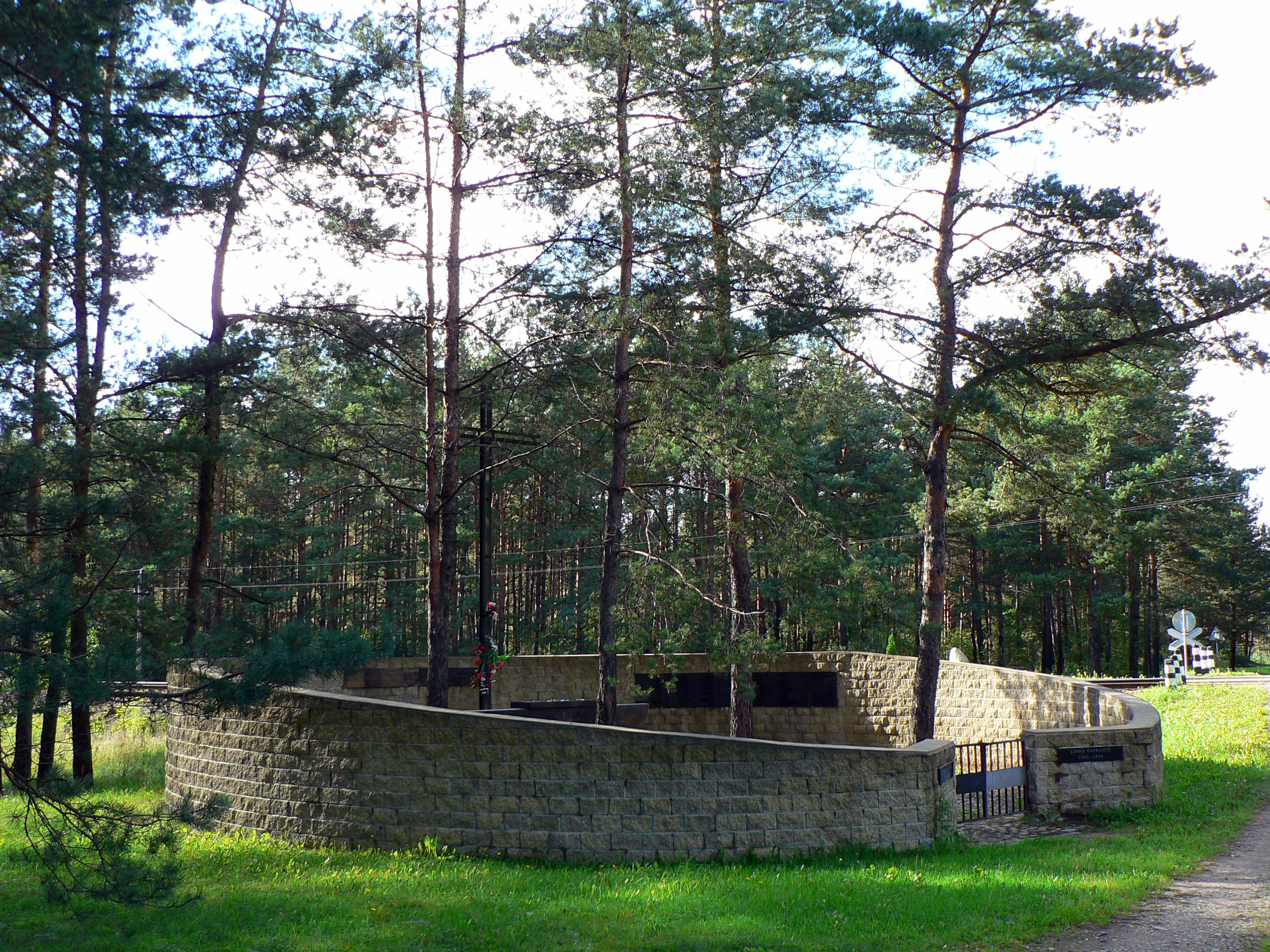
Gedenkstätte im Wald bei Paneriai (2006)

Als Massaker von Ponary (so den polnische Ortsname; litauisch Paneriai) werden die Massenmorde an über 100.000 Menschen in den Jahren von 1941 bis 1944 in einem Wald im südwestlichen Teil der heute litauischen Hauptstadt Vilnius bezeichnet. Opfer waren meist Juden, außerdem Russen und Polen. Die Täter waren deutsche SD- und SS-Truppen während des Zweiten Weltkriegs im Zuge des Holocaust im Reichskommissariat Ostland.

## Massaker
Im Sommer 1941 wurde der Wald bei Aukštieji Paneriai nahe Vilnius zum Schauplatz einer Massenexekution von baltischen Juden. Die Sowjets hatten nach der ersten sowjetischen Besetzung Litauens 1940 dort große Gruben ausgehoben, in denen Flugzeugtreibstoff gelagert werden sollte. Diese Gruben benutzten die deutschen Besatzungsbehörden als Massengräber für zehntausende Juden, sowjetische Kriegsgefangene sowie litauische und polnische politische Häftlinge.
Anfang Juli 1941 zog das Einsatzkommando 9 der Einsatzgruppe B in Vilnius ein und machte sich sogleich an die Ausführung ihres Auftrags. Ab August 1941 war die Hauptaußenstelle des Einsatzkommandos 3 unter den SS-Offizieren Peter Eisenbarth und Erich Wolff verantwortlich. Sie handelten nach den Vorgaben Karl Jägers weitgehend selbständig; ob Jäger selbst bei Massenerschießungen in Ponary zugegen war, konnte nicht sicher festgestellt werden.
Der Historikerin Christina Eckert zufolge wurden die arbeitsteilige Vorgehensweise der Täter und strikte Organisation zur entscheidenden Voraussetzung „für die tödliche Schnelligkeit und Effizienz, mit der die Juden in Paneriai ermordet wurden“. Die Opfer wurden mit Lastwagen oder der Eisenbahn nach Paneriai transportiert. Die knapp 5000 Quadratmeter große Erschießungsstätte war abgesperrt und das Gelände vermint. Rund 100 litauische Schützen waren um das Waldstück postiert. Die Dimension der Vernichtung wurde schon dadurch deutlich, dass sich bereits „im Herbst 1941 nach fast viermonatigem Morden mehr als sechs Tonnen Kleidung angesammelt [hatten]“. Bis Ende Dezember 1941 wurden drei Viertel der Juden von Vilnius ermordet. An dem Massaker beteiligt waren Einheiten der Wehrmacht, SS, Einsatzkommandos und litauisches Sonderkommando (Ypatingasis būrys). Am Ende des Jahres 1941 betrug die Zahl der ermordeten Menschen 47.447.
In den Jahren von 1941 bis 1944 ermordeten die Deutschen mit Hilfe des litauischen Sonderkommandos des Sicherheitsdienstes SD ungefähr 56.000 bis 70.000 Juden, 1500 bis 2000 Polen (hauptsächlich Mitglieder der Wilnaer Intelligenz und der Polnischen Heimatarmee), bis zu 6000 Russen sowie zahlreiche Roma und Kommunisten. Zeuge dieses Verbrechens war der polnische Schriftsteller Józef Mackiewicz, der 1945 den Text „Ponary-Baza“ publizierte, und der Journalist Kazimierz Sakowicz.
Die Erschießungen wurden bis Ende 1943, bis zur Auflösung des Wilnaer Ghettos, weitergeführt. Damit erhöhte sich die Zahl der Ermordeten auf über 70.000. Die Koordinatoren dieses Massenmordes waren Franz Murer („Der Schlächter von Wilna“), Bruno Kittel und Martin Weiss. Das Standardwerk Die Verfolgung und Ermordung der europäischen Juden durch das nationalsozialistische Deutschland 1933–1945 spricht von „Ponary“ als „der zentralen litauischen Mordstätte“ und erwähnt den hohen Anteil litauischer Hilfskräfte bei den Mordaktionen. Geschossen hätten „vor allem litauische Schutzmannschaftsangehörige, die dabei von wenigen Deutschen angeleitet wurden“.

## Spurenbeseitigung
Im Dezember 1943 wurden unter dem Befehl von Franz Murer und in enger Zusammenarbeit mit Martin Weiß im Rahmen der Sonderaktion 1005 die Massengräber geöffnet und die Leichen verbrannt, um die Spuren zu vernichten. Am 14. August 1946 wurde beim Nürnberger Prozess aus der Zeugenvernehmung des Szloma Gol verlesen:
„Diese Arbeit, die im Öffnen der Gräber und Aufbauen der Scheiterhaufen bestand, wurde von etwa 80 Wachmannschaften überwacht … Im Verlaufe dieser Arbeit wurden die litauischen Wächter selbst erschossen, wahrscheinlich, damit sie nicht ausplaudern konnten, was gemacht worden war. Der Befehlshaber des gesamten Platzes war der SA-Führer Murer (der Sachbearbeiter der jüdischen Fragen).“
„Unsere Arbeit bestand darin, Massengräber zu öffnen und Leichen herauszubefördern, um sie dann zu verbrennen. Ich war damit beschäftigt, diese Leichen auszugraben. Mein Freund Belic war mit Sägen und Zurechtmachen von Holz beschäftigt.“
„Wir haben insgesamt 80000 Leichen ausgegraben. Ich weiß dieses daher, weil zwei Juden, die mit uns in der Grube lebten, von den Deutschen dazu angestellt worden waren, diese Leichen zu zählen. Das war die einzige Aufgabe dieser beiden. Die Leichen bestanden aus einem Gemisch von Juden, polnischen Priestern und russischen Kriegsgefangenen.“

## Lied von Ponar
Im Rahmen eines Wettbewerbs, den der Wilnaer Judenrat ausgeschrieben hatte, entstand 1943 das Lied von Ponar (jiddisch שטילער, שטילער Shtiler, Shtiler). Es wurde vom damals 11-jährigen Alek Wolkowisky komponiert, Shmerke Kaczerginski verfasste den Text dazu.

## Aufarbeitung und Rezeption
Am Ort der Massenerschießung befindet sich eine Gedenkstätte.
2016 entdeckte ein internationales Team von Archäologen unter Leitung der Israelischen Altertümerbehörde auf dem Gelände der Vernichtungsstätte einen Fluchttunnel. Den 35 Meter langen Tunnel hatten jüdische Häftlinge heimlich gegraben, die seit 1943 die Spuren des Verbrechens tilgen und die Leichen der Ermordeten verbrennen sollten. Sie gruben den Tunnel mit Löffeln und bloßen Händen. In der Nacht des 15. April 1944 flohen 40 Gefangene durch den Tunnel. Doch sie wurden von Wachleuten entdeckt, viele wurden erschossen oder gefasst, nur 15 konnten in die Wälder entkommen.

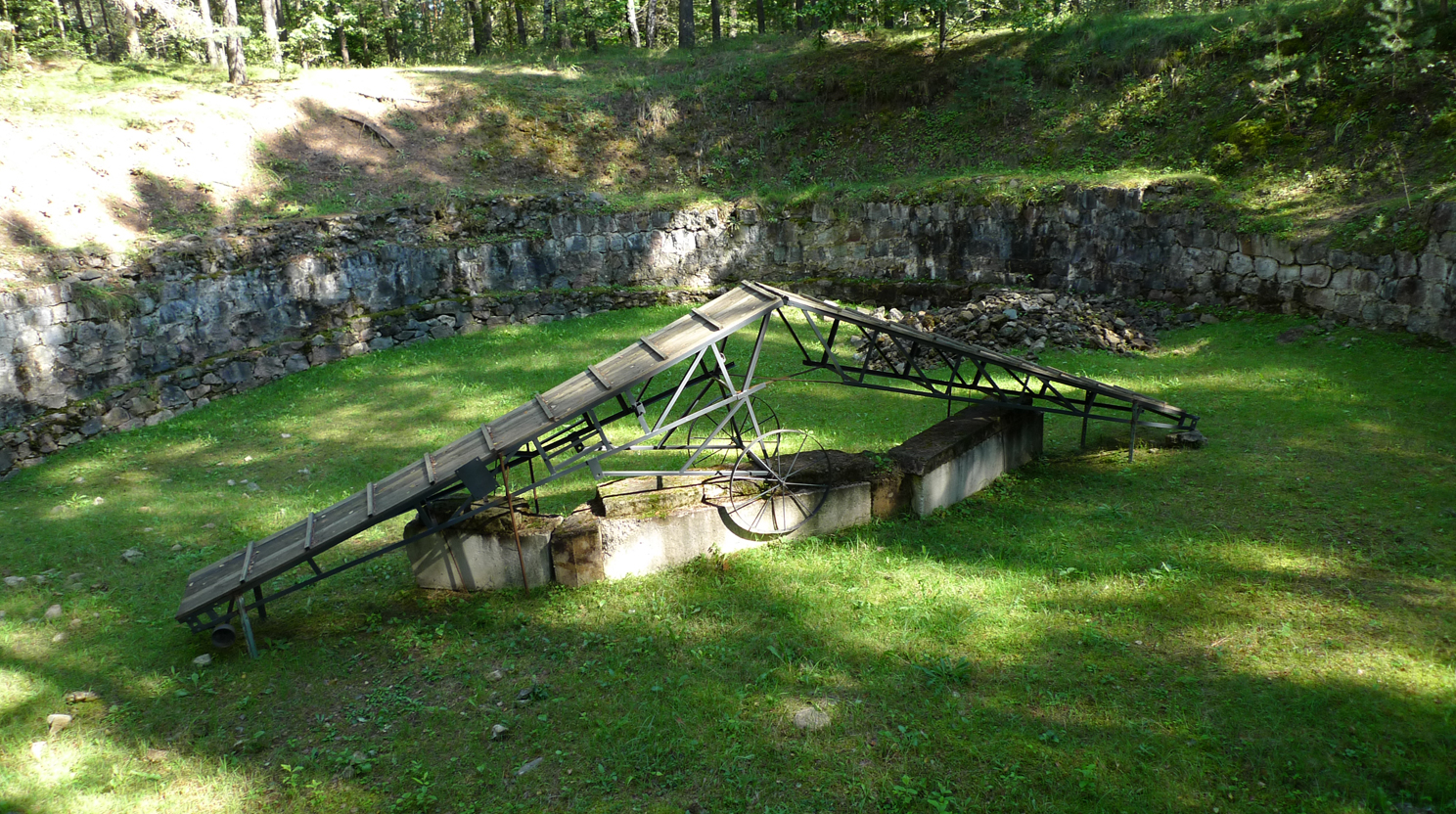
Hier wurden die ausgegrabenen Opfer zur Beweisvernichtung verbrannt
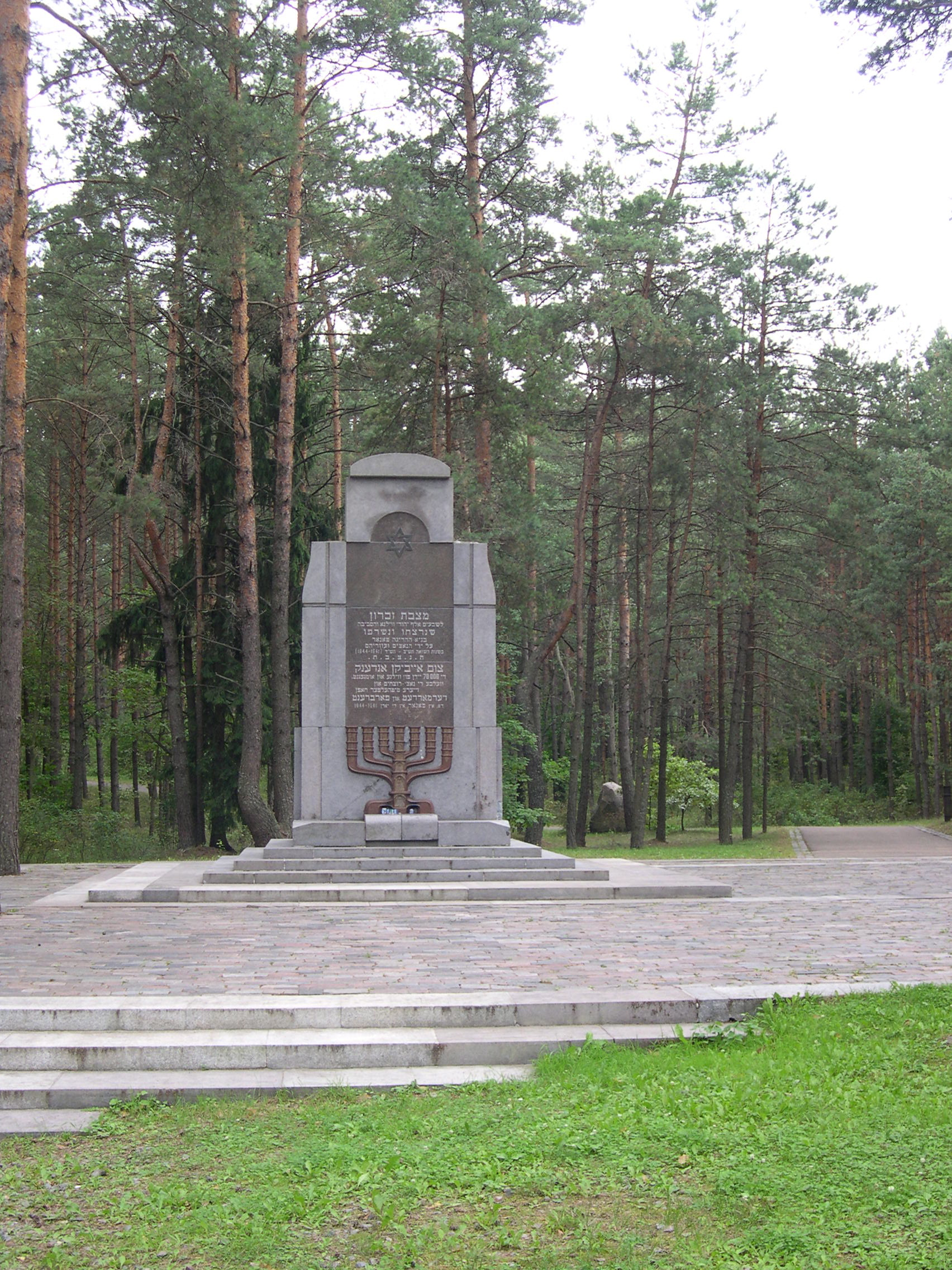
Mahnmal für die jüdischen Opfer
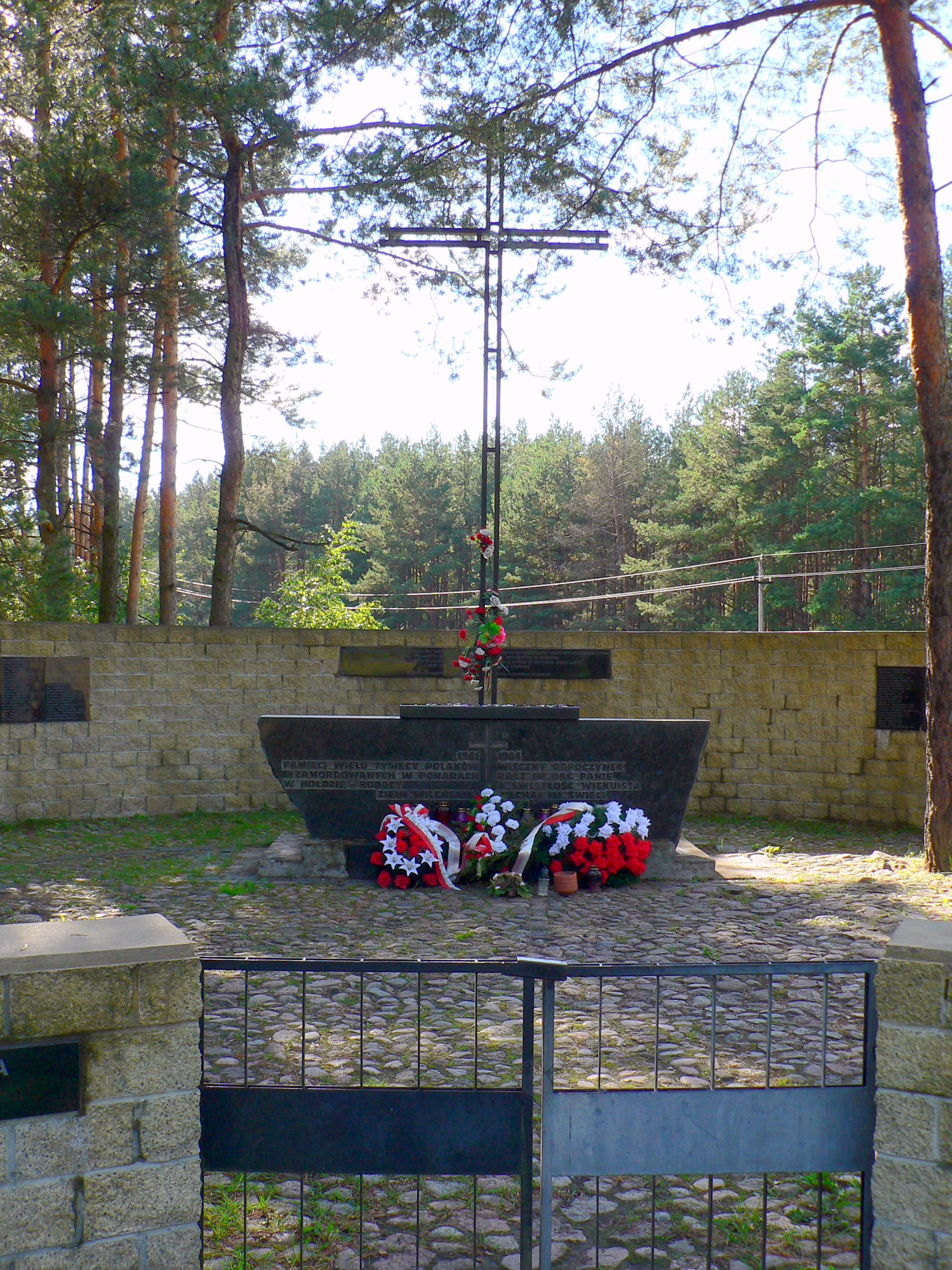
Mahnmal für die polnischen Opfer
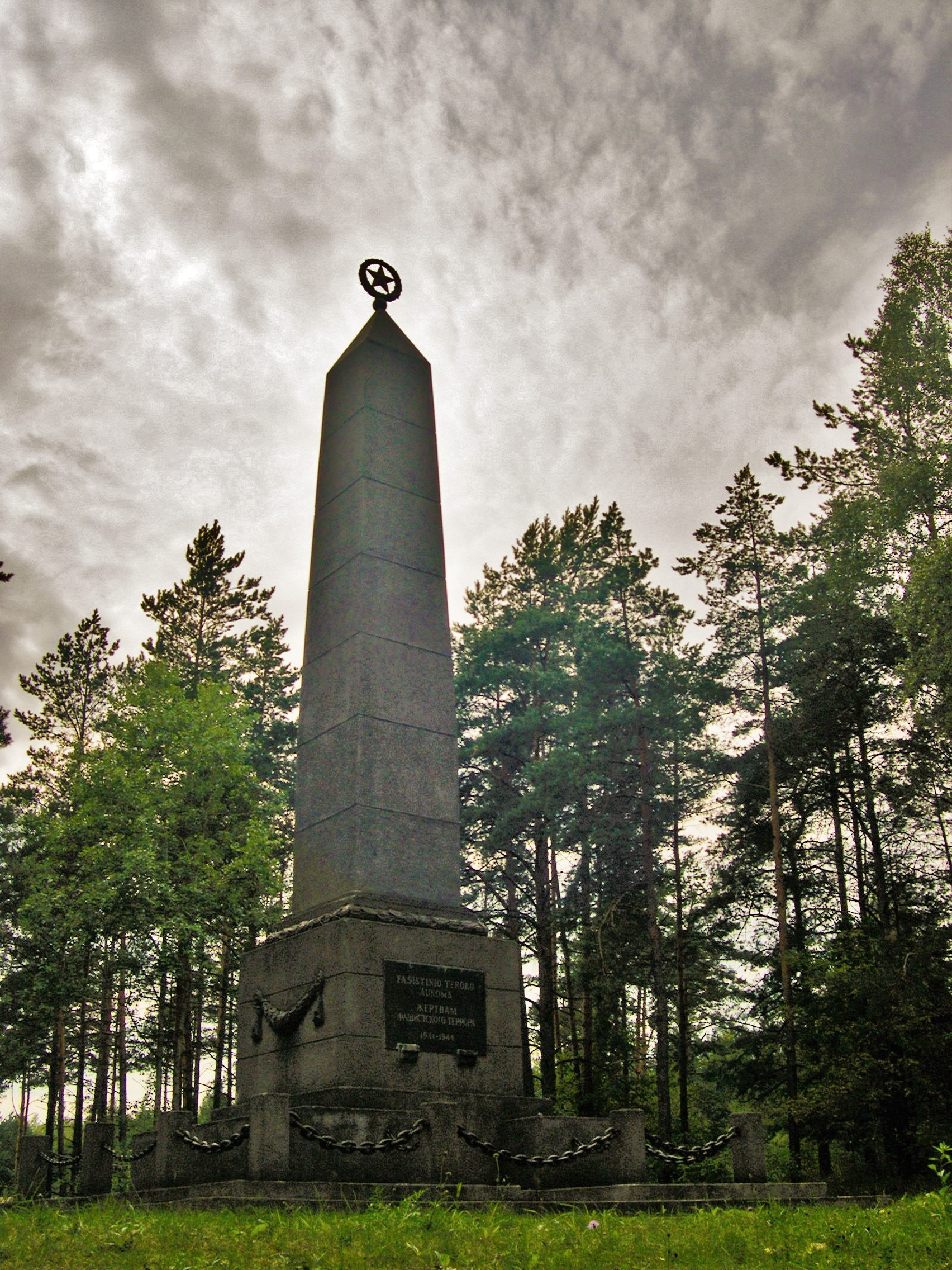
In der Zeit der Sowjetunion errichtetes Mahnmal für die „Opfer des faschistischen Terrors“, das ein vorheriges Mahnmal für die jüdischen Opfer ersetzte
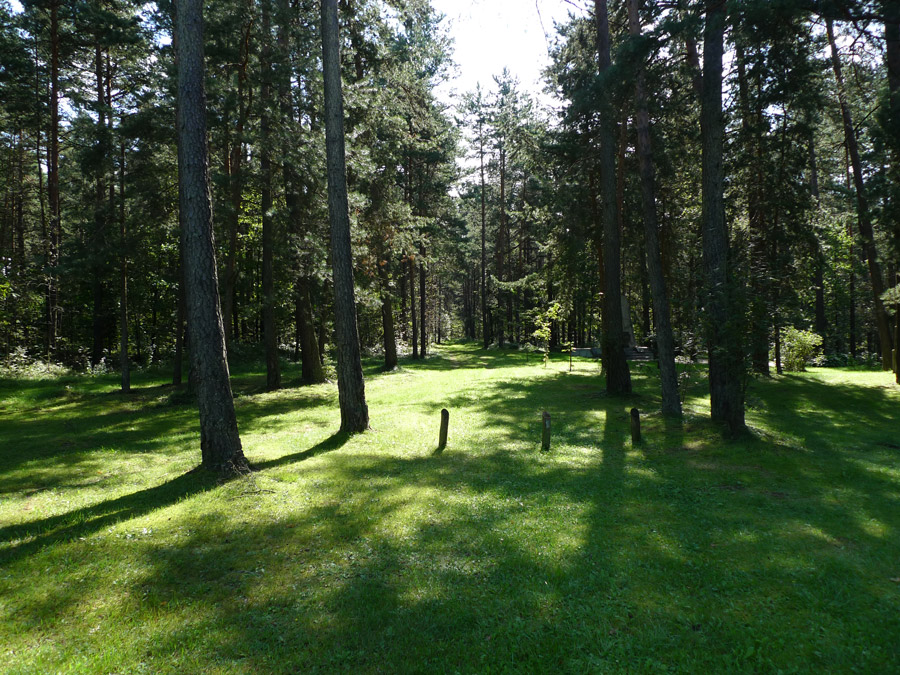
Der Wald bei Ponary